# 주시 내친왕 (1318년)
쥬시 내친왕(일본어: 寿子内親王 じゅしないしんのう[*], 분포 2년 (1318년) - 쇼헤이 13년/엔분 3년 4월 2일 (1358년 5월 10일))은 난보쿠초 시대의 황족이자, 고곤 천황의 후궁이자 여원이다. 하나조노 천황의 황녀로, 어머니는 오기마치 지츠코 (센코몬인)이다. 

## 생애
에이요몬인에게 길러져, 그녀의 사후 유령을 상속받았다. 고곤 천황의 후궁에 들어갔으나, 자녀는 없으며, 스토쿠 천황 및 고코곤 천황의 준모로 알려졌다. 겐무 4년 (1337년) 2월 3일, 내친왕 선하를 받아 여원이 되었다. 엔분 원년에 출가하였다. 엔분 3년 (1358년)에 41세의 나이로 사망했다.
후기 쿄고쿠파의 가인의 한 사람으로, 『후가와카슈(風雅和歌集)』에도 우타가 많이 수록되어 있다.